# Open Virtualization Format
Das Open Virtualization Format (OVF; deutsch Offenes Virtualisierungsformat) ist ein offener Standard, um Virtual Appliances oder allgemeiner Software, die in virtuellen Maschinen läuft, zu verpacken und zu verteilen. Entwickelt wurde dieser Standard von der Distributed Management Task Force (DMTF).
Der Standard beschreibt ein „offenes, sicheres, portables, effizientes und erweiterbares Format für die Verpackung und Verteilung von Software, die in virtuellen Maschinen läuft“. Der OVF Standard ist nicht auf bestimmte Hypervisoren oder Prozessorarchitekturen beschränkt. Die Einheit, die in der Verpackung und Verteilung stattfindet, wird OVF Package genannt. Ein OVF Package kann ein oder mehrere virtuelle Systeme enthalten, von denen jedes in eine virtuelle Maschine eingespielt werden kann.

## Geschichte
Ein Vorschlag für OVF, damals unter dem Namen „Open Virtual Machine Format“, wurde bei der DMTF im September 2007 von den Firmen Dell, HP, IBM, Microsoft, VMware und Citrix (XEN) eingereicht.
Die DMTF hat im September 2008 die OVF Specification V1.0.0 als sogenannter „Preliminary Standard“ veröffentlicht. Dies ist die neueste Version, die derzeit öffentlich verfügbar ist. Diese Version muss noch durch den üblichen DMTF-Prozess gebracht werden, um zu einem „Final Standard“ zu werden. Dieser Prozess beinhaltet, dass Rückmeldungen von frühen Implementierungen des Preliminary Standards in die finale Version eingearbeitet werden.

## Unterstützung in der Industrie
Generell ist OVF positiv aufgenommen worden. Etliche Firmen haben ihre Unterstützung von OVF angekündigt. Citrix bietet mit Kensho und XenConvert 2 OVF-Unterstützung für die populärste Variante des freien Xen-Hypervisors XenServer an. Die Virtualisierungssoftware VirtualBox unterstützt das Format ab Version 2.2. Die Open-Source-Virtualisierungsplattform Proxmox VE kann OVF Dateien seit Version 5.0 importieren.